# Vanessa Lengies
Vanessa Lengies, född 21 juli 1985 i Montreal, Quebec, är en kanadensisk skådespelare.
Lengies har bland annat medverkat i TV-serierna Drömmarnas tid och True Lies. Hon har även medverkat i filmen The Perfect Man.

## Filmografi (i urval)
- 2002–2005 – Drömmarnas tid (TV-serie)
- 2005 – The Perfect Man
- 2011–2015 – Glee (TV-serie)
- 2023 – True Lies (TV-serie)